# Bariatrie
Bariatrie is een tak van de geneeskunde die zich bezighoudt met de oorzaken, preventie en behandeling van obesitas. Binnen dit deelgebied probeert men door middel van een gezonde leefstijl, oefening en gedragstherapie of chirurgie gewichtsafname te bereiken.
De term komt van het Griekse bar- ("gewicht," zoals in barometer) en het achtervoegsel -iatrie ("behandeling," zoals in pediatrie). De term bariatrie ontstond rond 1965.
Een maagverkleining is een regelmatig toegepaste bariatrische ingreep.